# Molotow-Linie

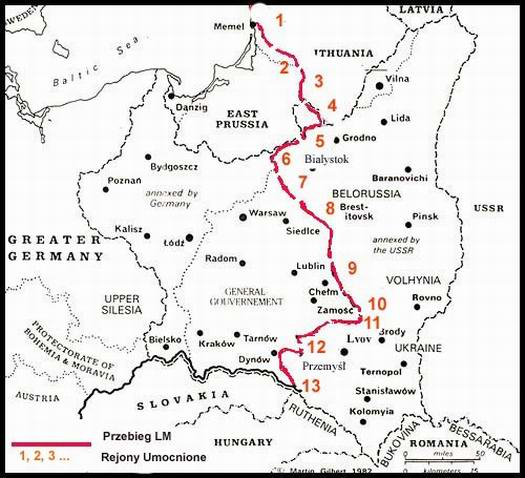
Karte der Molotow-Linie

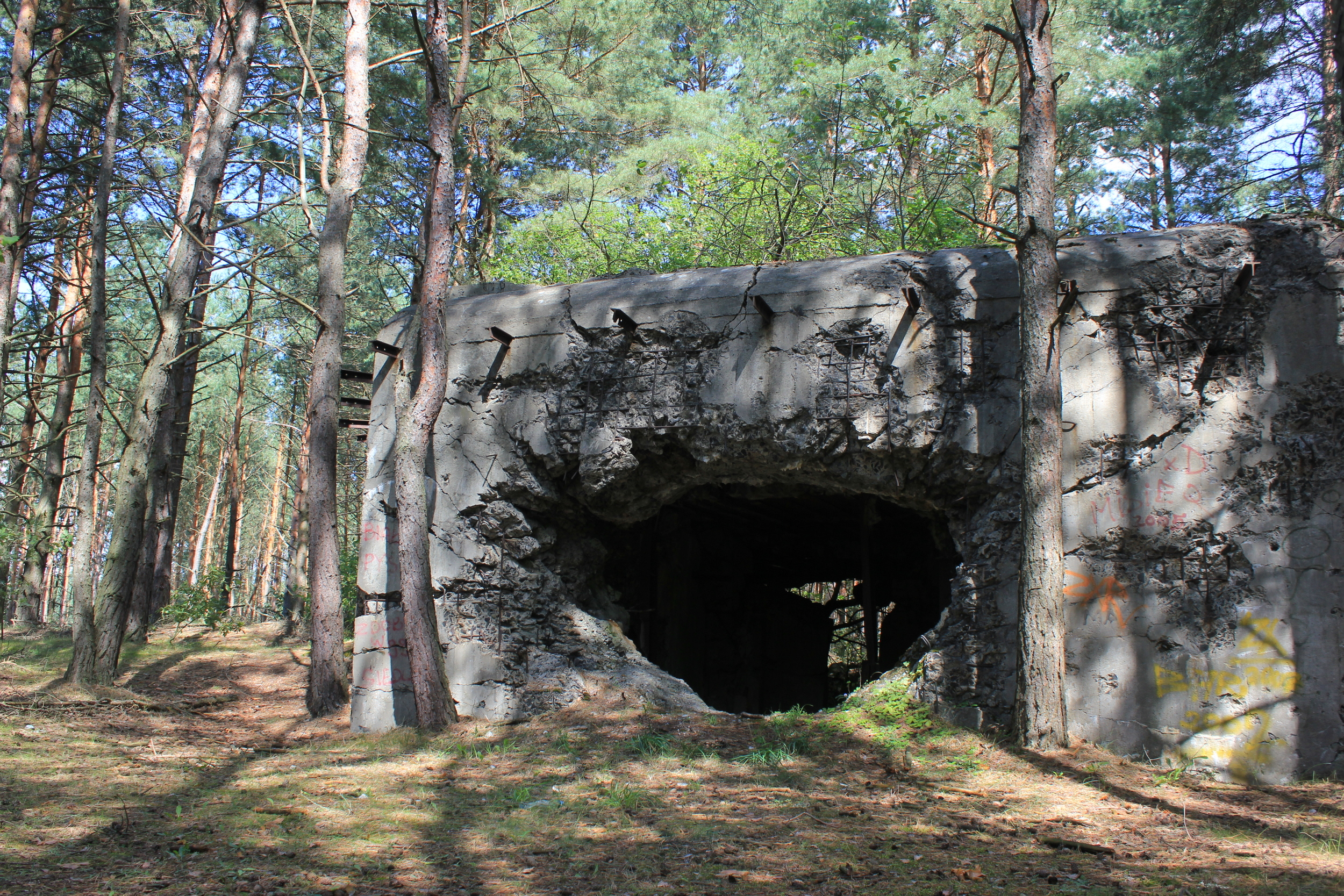
Bunker der ehemaligen Molotow-Linie bei Siemiatycze, Podlachien

Die Molotow-Linie war ein nach Wjatscheslaw Molotow benanntes Verteidigungssystem, das die Sowjetunion im 1939 besetzten Ostpolen sowie im komplett besetzten Litauen entlang der im geheimen Zusatzprotokoll zum Deutsch-Sowjetischen Grenz- und Freundschaftsvertrag vom August 1939 festgelegten Grenze zum Deutschen Reich bzw. dem deutschen Generalgouvernement errichtete. 
Die ab 1929 an der Grenze zu Polen errichtete Stalin-Linie wurde abgebaut. Zu Beginn des Krieges gegen die Sowjetunion waren beide Linien nicht einsatzfähig. Die etwa 1000 Kilometer lange Molotow-Linie von der Ostsee bis zu den Karpaten bzw. der Slowakei war in 13 Sektionen unterteilt. In jeder Sektion waren zu Kriegsbeginn einige Dutzend Bunker fertiggestellt und Hunderte im Bau.